# Alosa algeriensis
Alosa algeriensis е вид лъчеперка от семейство Селдови (Clupeidae).

## Разпространение
Видът е разпространен в Алжир, Испания, Италия, Мароко и Тунис.

## Описание
На дължина достигат до 43 cm.